# Liste der brasilianischen Botschafter in Portugal
Die Liste der brasilianischen Botschafter in Portugal listet die Botschafter der Föderativen Republik Brasilien in Portugal auf. Die Botschaft befindet sich in der Quinta das Mil Flores, Estrada das Laranjeiras, nº 144 in Lissabon. Die Quinta das Mil Flores wurde in der zweiten Hälfte des 17. Jahrhunderts errichtet, sie ist rosa verputzt und mit Azulejos dekoriert.
Johann VI. erkannte die Unabhängigkeit Brasiliens, auf die Peter I. am 7. September 1822 eingeschworen wurde, mit dem Abschluss eines Vertrages am 28. August 1825 an.
| Ernannt / Akkreditiert | Name                                                                       | Bemerkungen | ernannt von                          | akkreditiert bei            | Posten verlassen |
| ---------------------- | -------------------------------------------------------------------------- | --- | ------------------------------------ | --------------------------- | ---------------- |
| Juni 1826              | Clemente Alvares de Oliveira Mendes e Almeida                              | Geschäftsträger | Peter I.                             | Maria II.                   |                  |
| Apr. 1827              | Teodoro Ferreira de Aguiar                                                 | Geschäftsträger (* 1769 in Rio de Janeiro; † 5. Mai 1827 in Lissabon) suicidase em Lisboa, depois de ter sido acusado de envenenar o Rei. | Peter I.                             | Maria II.                   | 5. Mai 1827      |
| Okt. 1829              | Felisberto Caldeira Brant Pontes de Oliveira Horta                         | außerordentlicher Gesandter und Ministre plénipotentiaire (* 1772; † 1842) | Peter I.                             | Michael I.                  |                  |
| 1833                   | Antônio Menezes Vasconcelos de Drummond                                    | Ministre plénipotentiaire (* 1794 in Rio de Janeiro; † 1865) | Peter II.                            | Michael I.                  | 1852             |
| 1834                   | José de Araújo Ribeiro                                                     | Ministre plénipotentiaire | Peter II.                            | Maria II.                   |                  |
| Feb. 1835              | Sérgio Teixeira de Macedo                                                  | Geschäftsträger | Peter II.                            | Maria II.                   | Nov. 1837        |
| Nov. 1837              | Salvador Pereira da Costa                                                  | Geschäftsträger | Peter II.                            | Ferdinand II.               | Aug. 1838        |
| Aug. 1838              | António de Meneses Vasconcelos de Drummond                                 | Ministre plénipotentiaire (* 1794; † 1865) | Peter II.                            | Ferdinand II.               | Feb. 1854        |
| 19. Sep. 1837          | Antônio Peregrino Maciel Moneiro, 2°Barão de Itamaracá                     | Ministre plénipotentiaire (* 30. April 1804 in Recife; † 5. Januar 1868 in Lissabon) | Peter II.                            | Ferdinand II.               | 5. Jan. 1868     |
| Feb. 1854              | António Pingrim Maciel Monteiro, Barão de Itamaracá                        | Ministre plénipotentiaire | Peter II.                            | Peter V.                    | 17. Juli 1888    |
| 8. Aug. 1857           | Caetano Maria de Paiva Lopes Gama, Visconde de Maranguape                  | Ministre plénipotentiaire | Peter II.                            | Peter V.                    |                  |
| Juni 1868              | Miguel Maria Lisboa                                                        | Ministre plénipotentiaire | Peter II.                            | Ludwig I.                   | 28. Apr. 1881    |
| 22. Juni 1881          | Barão de Aguiar de Andrade                                                 | | Peter II.                            | Ludwig I.                   | Aug. 1890        |
| 31. Okt. 1882          | Caetano Maria Lopes Gama                                                   | außerordentlicher Gesandter und Ministre plénipotentiaire († 27. September 1884 in Lissabon) | Peter II.                            | Ludwig I.                   | 27. Sep. 1884    |
| 1884                   | Antônio Pedro de Carvalho Borges                                           | Ministre plénipotentiaire (* November 1824 in Rio de Janeiro; † 17. Juli 1888 in Lissabon) | Peter II.                            | Ludwig I.                   | 17. Juli 1888    |
| Okt. 1881              | Francisco Xavier da Costa de Aguiar de Andrade, Barão de Aguiar de Andrade | | Peter II.                            | Ludwig I.                   | Aug. 1890        |
| Juni 1891              | Pedro de Araújo Beltrão                                                    | Ministre plénipotentiaire | Floriano Peixoto                     | Karl I.                     |                  |
| 7. März 1892           | Cesar Augusto Vianna de Lima, Filho do Barão de Jaurú                      | Ministre plénipotentiaire | Floriano Peixoto                     | Karl I.                     |                  |
| 1896                   | Joaquim Francisco de Assis Brasil                                          | Ministre plénipotentiaire | Prudente de Morais                   | Karl I.                     |                  |
| 4. Nov. 1898           | Júlio Henrique de Melo e Alvim                                             | Ministre plénipotentiaire Gesandter in Wien 1889–1891 Gesandter in Mexiko, 1905–1907 Gesandter in Rom, | Campos Sales                         | Karl I.                     | 1905             |
| 25. Mai 1908           | José Pereira da Costa Motta                                                | Ministre plénipotentiaire | Afonso Augusto Moreira Pena          | Manuel II.                  |                  |
| 9. März 1911           | Alberto Fialho                                                             | außerordentlicher Gesandter und Ministre plénipotentiaire | Hermes Rodrigues da Fonseca          | Manuel José de Arriaga      | 1915             |
| 1912                   | Eduardo Felix Simões dos Santos Lisboa                                     | Ministre plénipotentiaire 1913 Gesandter in London | Hermes Rodrigues da Fonseca          | Manuel José de Arriaga      |                  |
| 1914                   | Francisco Régis de Oliveira                                                | (* 1852; † 1916) | Venceslau Brás Pereira Gomes         | Manuel José de Arriaga      |                  |
| 1. Aug. 1915           | Gastão da Cunha                                                            | (* 29. Juli 1863 in São João del-Rei; † 4. Juli 1927 in Rio de Janeiro) von 27. September 1914 bis 1. August 1915 Gesandter in Madrid, von 4. Dezember 1919 bis 21. Februar 1922 Botschafter in Paris, September 1920: Vorsitzender des Völkerbundes Conselho da Liga das Nações | Venceslau Brás Pereira Gomes         | Bernardino Machado          |                  |
| Apr. 1922              | Antônio Vicente da Fontoura Xavier                                         | (* 7. Juni 1856 in Cachoeira do Sul; † 10. April 1922 in Lissabon), Poet | Artur da Silva Bernardes             | António José de Almeida     | 10. Apr. 1922    |
| 1922                   | Mario do Belfort Ramos                                                     | Geschäftsträger | Artur da Silva Bernardes             | António José de Almeida     |                  |
| 1922                   | Lafayette de Carvalho e Silva                                              | Geschäftsträger Von April 1947 bis Januar 1956 Direktor des Rio Branco-Institut | Artur da Silva Bernardes             | António José de Almeida     |                  |
| 11. Okt. 1922          | José Manuel Cardoso de Oliveira                                            | (* 1865; † 1962) | Artur da Silva Bernardes             | António José de Almeida     | 12. März 1931    |
| 1931                   | Lafayette de Carvalho e Silva                                              | Geschäftsträger | Getúlio Vargas                       | António de Oliveira Salazar |                  |
| 16. März 1931          | José Bonifácio de Andrada e Silva                                          | (* 1871; † 1954) | Getúlio Vargas                       | António de Oliveira Salazar | 15. Aug. 1933    |
| 1933                   | Jeronymo de Avelar Figueira de Mello                                       | Geschäftsträger | Getúlio Vargas                       | António de Oliveira Salazar |                  |
| 6. Sep. 1933           | Adalberto Guerra Duval                                                     | (* 1871; † 1947) | Getúlio Vargas                       | António de Oliveira Salazar | 2. Nov. 1933     |
| 1933                   | Abelardo Bretanha Bueno do Prado                                           | Geschäftsträger | Getúlio Vargas                       | António de Oliveira Salazar | 1935             |
| 1935                   | Álvaro Teixeira Soares                                                     | Geschäftsträger | Getúlio Vargas                       | António de Oliveira Salazar | 1936             |
| 1936                   | Luiz Guimarães Fernandes Pinheiro                                          | Geschäftsträger | Getúlio Vargas                       | António de Oliveira Salazar |                  |
| 17. Mai 1936           | Arthur Guimarães de Araujo Jorge                                           | (* 9. September 1884; † 27. Februar 1977) | Getúlio Vargas                       | António de Oliveira Salazar | 3. Mai 1943      |
| 1943                   | João Severiano da Fonseca Hermes Júnior                                    | Geschäftsträger | Getúlio Vargas                       | António de Oliveira Salazar |                  |
| 30. Mai 1943           | João Neves da Fontoura                                                     | | Getúlio Vargas                       | António de Oliveira Salazar | 25. Mai 1943     |
| 1945                   | Ruy Ribeiro Couto                                                          | Geschäftsträger | José Linhares                        | António de Oliveira Salazar | 1946             |
| 10. Apr. 1945          | Henrique Toledo Dodsworth Filho                                            | (* 17. September 1895 in Rio de Janeiro) Sohn von Atribui-se a Henrique Toledo Dodsworth (* 1864; † 1916), einem Pionier der Röntgentechnik im Gesundheitswesen Brasiliens | José Linhares                        | António de Oliveira Salazar | 8. Okt. 1948     |
| 1946                   | Frank de Mendonca Moscoso                                                  | Geschäftsträger | Eurico Gaspar Dutra                  | António de Oliveira Salazar | 1947             |
| 17. Juni 1947          | Samuel de Souza Leão Gracie                                                | (* 1891; † 1967) | Eurico Gaspar Dutra                  | António de Oliveira Salazar | 4. Nov. 1952     |
| 1952                   | Gil Guilherme Mendes de Moraes                                             | Geschäftsträger Sohn von Ângelo Mendes de Morais | Getúlio Vargas                       | Francisco Craveiro Lopes    | 1953             |
| 20. Okt. 1953          | Olegário Mariano                                                           | (* 21. März 1889 in Poço da Panela, arrebalde da cidade de Recife; † 1958) | Getúlio Vargas                       | Francisco Craveiro Lopes    | 17. Jan. 1955    |
| 1955                   | Antônio Cândido da Câmara Canto                                            | Geschäftsträger | Nereu Ramos                          | Francisco Craveiro Lopes    | 1956             |
| 15. Feb. 1955          | Heitor Lyra                                                                | [ 5 ] | Nereu Ramos                          | Francisco Craveiro Lopes    | 1. Okt. 1956     |
| 4. Dez. 1956           | Alvaro de Barros Lins                                                      | | Juscelino Kubitschek                 | Francisco Craveiro Lopes    | 16. Okt. 1959    |
| 1959                   | Martim Francisco Lafayette de Andrade                                      | Geschäftsträger (* 12. Dezember 1906 in Barbacena) | Juscelino Kubitschek                 | Américo Tomás               |                  |
| 6. Dez. 1959           | Francisco Negrão de Lima                                                   | | Juscelino Kubitschek                 | Américo Tomás               | 29. Dez. 1963    |
| 1963                   | Donatello Grieco                                                           | Geschäftsträger | João Goulart                         | Américo Tomás               | 1964             |
| 1964                   | Marcoa Antonio de Salvo Colmbra                                            | Geschäftsträger | João Goulart                         | Américo Tomás               |                  |
| 25. Juni 1964          | Aguinaldo Boulitreau Fragoso                                               | | João Goulart                         | Américo Tomás               | 3. Juni 1966     |
| 1966                   | Galba Samuel Santos                                                        | Geschäftsträger | Humberto Castelo Branco              | Américo Tomás               |                  |
| 12. Juni 1966          | Carlos Sylvestre de Ouro Preto                                             | | Humberto Castelo Branco              | Américo Tomás               | 20. Jan. 1970    |
| 1970                   | Cláudio Garcia de Souza                                                    | Geschäftsträger | Emílio Garrastazu Médici             | Américo Tomás               |                  |
| 4. Aug. 1970           | Luiz Antônio de Gama e Silva                                               | (* 15. März 1913 in Mogi Mirim; † 2. Februar 1979 in Sao Paulo) | Emílio Garrastazu Médici             | Américo Tomás               | 20. Apr. 1973    |
| 1974                   | Carlos Alberto da Fontoura                                                 | | Ernesto Geisel                       | António de Spínola          | 1978             |
| 1979                   | Dário Moreira de Castro Alves                                              | (* 14. Dezember 1927 in Fortaleza; † 6. Juni 2010), 14. April 1978 – 15. März 1979 Außenminister | João Baptista de Oliveira Figueiredo | António Ramalho Eanes       | 1983             |
| 1985                   | Antonio Francisco Azeredo da Silveira                                      | | José Sarney                          | António Ramalho Eanes       |                  |
| 1989                   | Alberto da Costa e Silva                                                   | | José Sarney                          | Mário Soares                | 1992             |
| 1992                   | Luiz Felipe Lampreia                                                       | | Itamar Franco                        | Mário Soares                |                  |
| 8. Dez. 1992           | José Aparecido de Oliveira                                                 | | Itamar Franco                        | Mário Soares                | 1995             |
| 29. März 1995          | Itamar Franco                                                              | [ 7 ] | Fernando Henrique Cardoso            | Mário Soares                |                  |
| 1997                   | Jorge Bornhausen                                                           | | Fernando Henrique Cardoso            | Jorge Sampaio               | 1999             |
| 1999                   | Synésio Sampaio Goes Filho                                                 | [ 8 ] | Fernando Henrique Cardoso            | Jorge Sampaio               | 2001             |
| 2002                   | José Gregori                                                               | | Fernando Henrique Cardoso            | Jorge Sampaio               | 2003             |
| 2004                   | Antônio Paes de Andrade                                                    | | Luiz Inácio Lula da Silva            | Jorge Sampaio               | 2005             |
| 2007                   | Celso Marcos Vieira de Souza                                               | (* 1944) | Luiz Inácio Lula da Silva            | Aníbal Cavaco Silva         |                  |
| 1. Nov. 2010           | Mário Vilalva                                                              | (* 28. Juni 1953 in Rio de Janeiro) 2006–2010: Botschafter in Santiago de Chile | Luiz Inácio Lula da Silva            | Aníbal Cavaco Silva         |                  |